# Grand Prix automobile d'Alexandrie 1931
Le Grand Prix automobile d'Alexandrie 1931 (VIII° Circuito di Alessandria) est un Grand Prix qui s'est tenu à Alexandrie le 26 avril 1931 et disputé par deux classes : les véhicules de plus de 1 100 cm3 et les véhicules de moins de 1 100 cm3.

## Grille de départ
| 1re ligne | Pos. 3               | Pos. 2              | Pos. 1               |
| --------- | -------------------- | ------------------- | -------------------- |
|           | Muti Maserati        | Burggaller Bugatti  | Fagioli Maserati     |
| 2e ligne  | Pos. 6               | Pos. 5              | Pos. 4               |
|           | Zu Leiningen Bugatti | Tadini Alfa Romeo   | Varzi Bugatti        |
| 3e ligne  | Pos. 9               | Pos. 8              | Pos. 7               |
|           | Berardi Bugatti      | Von Morgen Bugatti  | Castelbarco Maserati |
| 4e ligne  | Pos. 12              | Pos. 11             | Pos. 10              |
|           | Severi Alfa Romeo    | Klinger Maserati    | Nuvolari Alfa Romeo  |
| 5e ligne  | Pos. 15              | Pos. 14             | Pos. 13              |
|           | Peri Bugatti         | Baruffi Bugatti     | Cerami Maserati      |
| 6e ligne  | Pos. 18              | Pos. 17             | Pos. 16              |
|           | D'Arnoux Bugatti     | Minozzi Bugatti     | Di Vecchio Talbot    |
| 7e ligne  | Pos. 21              | Pos. 20             | Pos. 19              |
|           | Ghersi Maserati      | Facchetti Itala     | Tornelli Bugatti     |
| 8e ligne  | Pos. 24              | Pos. 23             | Pos. 22              |
|           | Gola Bugatti         | Caniato Alfa Romeo  | Arcangeli Alfa Romeo |
| 9e ligne  | Pos. 27              | Pos. 26             | Pos. 25              |
|           | *                    | *                   | Toti Maserati        |
| 10e ligne | Pos. 30              | Pos. 29             | Pos. 28              |
|           | Carnevalli Rally     | Paschetta Fiat      | Bisighin Lombard     |
| 11e ligne | Pos. 33              | Pos. 32             | Pos. 31              |
|           | Levi Salmson         | Giorgi Lombard      | Comotti Salmson      |
| 12e ligne | Pos. 36              | Pos. 35             | Pos. 34              |
|           | Falchetto Amilcar    | Tuffanelli Maserati | Gerardi Amilcar      |
| 13e ligne | Pos. 39              | Pos. 38             | Pos. 37              |
|           | Ermini Talbot        | Cassone Fiat        | Premoli Salmson      |
| 14e ligne | Pos. 42              | Pos. 41             | Pos. 40              |
|           | *                    | Platé BNC           | Pratesi Salmson      |

## Classement de la course

### Classement de la course du premier groupe
| Pos  | no | Pilote                        | Écurie                    | Châssis               | Tours | Temps/Abandon                 | Grille |
| ---- | -- | ----------------------------- | ------------------------- | --------------------- | ----- | ----------------------------- | ------ |
| 1    | 12 | Achille Varzi                 | Privé                     | Bugatti Type 51       | 35    | 2 h 6 min 24 s 4 (132,9 km/h) | 4      |
| 2    | 42 | Giovanni Minozzi              | Privé                     | Bugatti Type 35C      | 35    | + 2 min 21 s 8                | 17     |
| 3    | 22 | Heinrich-Joachim von Morgen   | Deutsches Bugatti Team    | Bugatti Type 35B      | 35    | + 5 min 36 s 6                | 8      |
| 4    | 20 | Luigi Castelbarco             | Conte L. Castelbarco      | Maserati Tipo 26 M    | 35    | + 5 min 51 s 2                | 7      |
| 5    | 54 | Luigi Arcangeli               | Scuderia Ferrari          | Alfa Romeo 6C 1750    | 35    | + 10 min 43 s 4               | 22     |
| 6    | 8  | Ernst-Günther Burggaller      | Deutsches Bugatti Team    | Bugatti Type 35B      | 35    | + 14 min 51 s 8               | 2      |
| 7    | 28 | Umberto Klinger Luigi Fagioli | Privé                     | Maserati Tipo 26 M    | 35    | + 15 min 13 s 0               | 11     |
| 8    | 40 | Roberto Di Vecchio            | Privé                     | Talbot 700            | 35    | + 16 min 53 s 8               | 16     |
| 9    | 58 | Alfredo Caniato               | Scuderia Ferrari          | Alfa Romeo 6C 1500 SS | 35    | + 21 min 54 s 0               | 23     |
| 10   | 30 | Francesco Severi              | Scuderia Ferrari          | Alfa Romeo 6C 1750    | 35    | + 23 min 36 s 4               | 12     |
| Nc.  | 36 | Pino Baruffi                  | Privé                     | Bugatti               | 33    | + 2 tours                     | 14     |
| Nc.  | 32 | Domenico Rosso di Cerami      | Principe D. Cerami        | Maserati Tipo 26      | 32    | + 3 tours                     | 13     |
| Abd. | 16 | Hermann zu Leiningen          | Deutsches Bugatti Team    | Bugatti Type 35C      | 25    | Dents d'embrayage             | 6      |
| Abd. | 60 | Emilio Gola                   | Privé                     | Bugatti Type 35B      | 19    | Accident                      | 24     |
| Abd. | 52 | Pietro Ghersi René Dreyfus    | Umberto Klinger           | Maserati Tipo 26 M    | ?     | Bougies d'allumage            | 21     |
| Abd. | 26 | Tazio Nuvolari                | Scuderia Ferrari          | Alfa Romeo 8C 2300    | 9     | Différentiel                  | 10     |
| Abd. | 2  | Luigi Fagioli                 | Officine Alfieri Maserati | Maserati Tipo 26 M    | 2     | Boite de vitesses             | 1      |
| Abd. | 62 | Raffaelo Toti                 | Privé                     | Maserati Tipo 26      | ?     |                               | 25     |
| Abd. | 24 | Aldo Berardi                  | Privé                     | Bugatti Type 35C      | ?     |                               | 9      |
| Abd. |    | Guglielmo Peri                | Privé                     | Bugatti               | ?     |                               | 15     |
| Abd. | 44 | Georges d'Arnoux              | Privé                     | Bugatti Type 35       | ?     |                               | 18     |
| Abd. | 46 | Gerardo Tornelli              | Privé                     | Bugatti               | ?     |                               | 19     |
| Abd. | 48 | Angelo Facchetti              | Privé                     | Itala Tipo 65         | ?     |                               | 20     |
| Abd. | 14 | Mario Tadini                  | Scuderia Ferrari          | Alfa Romeo 6C 1750 GS | ?     |                               | 5      |
| Abd. | 10 | Ettore Muti                   | Privé                     | Maserati Tipo 26 B    | ?     |                               | 3      |
| Np.  | 4  | Ernesto Lorenzoni             | Privé                     | Bugatti               |       | Non partant                   |        |
| Np.  | 6  | Geremia Andrea Berlingeri     | Privé                     | Itala                 |       | Non partant                   |        |
| Np.  | 18 | « Ferrari »                   | Privé                     | ?                     |       | Non partant                   |        |
| Np.  | 34 | « Biliotti »                  | Privé                     | Delage                |       | Non partant                   |        |
| Np.  | 50 | Amilcare Moretti              | Privé                     | Bugatti               |       | Non partant                   |        |
| Np.  | 56 | Giovanni Alloatti             | Privé                     | Alfa Romeo 6C 1500 SS |       | Non partant                   |        |
| Np.  |    | Amedeo Ruggeri                | Privé                     | Talbot                |       | Non partant                   |        |

- Légende: Abd.=Abandon ; Nc.=Non classé ; Np.=Non partant

### Classement de la course du deuxième groupe
| Pos  | no  | Pilote              | Écurie           | Châssis                  | Tours | Temps/Abandon                  | Grille  |
| ---- | --- | ------------------- | ---------------- | ------------------------ | ----- | ------------------------------ | ------- |
| 1    | 72  | Gianfranco Comotti  | Privé            | Salmson                  | 35    | 2 h 31 min 45 s 0 (110,7 km/h) | 4 (31)  |
| 2    | 98  | Benoît Falchetto    | Privé            | Amilcar                  | 32    | + 3 tours                      | 9 (36)  |
| 3    | 70  | Sergio Carnevalli   | Privé            | Rally                    | 31    | + 4 tours                      | 3 (30)  |
| Abd. | 66  | Ruggero Bisighin    | Privé            | Lombard                  | ?     |                                | 1 (28)  |
| Abd. | 68  | Spartaco Paschetta  | Privé            | Fiat 509                 | ?     |                                | 2 (29)  |
| Abd. | 76  | Domingo Giorgi      | Privé            | Lombard                  | ?     |                                | 5 (32)  |
| Abd. | 78  | Giorgio Levi        | Privé            | Salmson                  | ?     |                                | 6 (33)  |
| Abd. | 88  | Aldo Gerardi        | Privé            | Amilcar                  | ?     |                                | 7 (34)  |
| Abd. | 90  | Giuseppe Tuffanelli | Privé            | Maserati Tipo 26 C       | ?     |                                | 8 (35)  |
| Abd. | 102 | Luigi Premoli       | Conte L. Premoli | Salmson                  | ?     |                                | 10 (37) |
| Abd. | 104 | Gino Cassone        | Privé            | Fiat 509                 | ?     |                                | 11 (38) |
| Abd. | 106 | Pasquale Ermini     | Privé            | Talbot 700               | ?     |                                | 12 (39) |
| Abd. | 108 | Albino Pratesi      | Privé            | Salmson                  | ?     |                                | 13 (40) |
| Abd. | 114 | Luigi Platé         | Privé            | BNC-Ruby 527             | ?     |                                | 14 (41) |
| Np.  | 74  | Giorgio Lorenzoni   | Privé            | Fiat                     |       | Non partant                    |         |
| Np.  | 80  | Francois Martinotti | Privé            | Salmson                  |       | Non partant                    |         |
| Np.  | 84  | Angelo Scalmana     | Privé            | Fiat                     |       | Non partant                    |         |
| Np.  | 86  | Filippo Ardizzone   | Privé            | Delage spéciale          |       | Non partant                    |         |
| Np.  | 92  | Contardo Colombo    | Privé            | Derby                    |       | Non partant                    |         |
| Np.  | 94  | Luigi del Re        | Privé            | Lombard AL3              |       | Non partant                    |         |
| Np.  | 96  | Emilio Romano       | Privé            | Bugatti Type 37 Spéciale |       | Non partant                    |         |
| Np.  | 100 | Eugenio Palumbo     | Privé            | Fiat                     |       | Non partant                    |         |
| Np.  | 110 | Giuseppe Bianchi    | Privé            | Salmson                  |       | Non partant                    |         |
| Np.  | 112 | « Corsi »           | Privé            | Maserati                 |       | Non partant                    |         |

- Légende: Abd.=Abandon ; Np.=Non partant

## Pole position et record du tour
- Groupe 1 (+ 1 100 cm3)
  - Pole position :  Luigi Fagioli (Maserati) par tirage au sort.
  - Meilleur tour en course :  Achille Varzi (Bugatti) en 3 min 16 s 4 (146,6 km/h) au quatrième tour.
- Groupe 2 (1 100 cm3)
  - Pole position :  Ruggero Bisighin (Lombard) par tirage au sort.
  - Meilleur tour en course :  Gianfranco Comotti (Salmson) en 4 min 4 s 4 (117,8 km/h).

## Tours en tête
- Achille Varzi : 35 tours (1-35)